# فيتور مورتا
فيتور مورتا (بالبرتغالية: Vítor Murta‏) هو لاعب كرة قدم برتغالي في مركز حراسة المرمى، ولد في 21 يوليو 1979 في فيلا ريال في البرتغال. لعب مع نادي جل فيسنتي ونادي فاماليساو ونادي فيزيلا.

## وصلات خارجية
- فيتور مورتا على موقع قاعدة بيانات كرة القدم.إي يو (الإنجليزية)
- فيتور مورتا على موقع Soccerway.com (الإنجليزية)